# Yélamos de Arriba
Yélamos de Arriba è un comune spagnolo di 94 abitanti situato nella comunità autonoma di Castiglia-La Mancia.